# Sofia Bekatorou
Sofia Bekatorou (Σοφία Μπεκατώρου: Atenas, 26 de dezembro de 1977) é uma velejadora grega, campeã olímpica e tetra-mundial da classe 470.

## Carreira
Sofia Bekatorou representou seu país nos Jogos Olímpicos de 2000, 2004 e 2010, na qual conquistou duas medalhas de ouro classe 470 em 2004. 